# Ålen (przystanek kolejowy)
Ålen – kolejowy przystanek osobowy w Ålen, w regionie Trøndelag w Norwegii, jest oddalona od Oslo Sentralstasjon o 438,03 km. Znajduje się na wysokości 484,9 m n.p.m.

## Ruch pasażerski
Należy do linii Rørosbanen, Jest elementem kolei aglomeracyjnej w Trondheim i obsługuje lokalny ruch do Røros, Trondheim S i Steinkjer. W ciągu dnia odchodzi z niej ok. 6 pociągów (nie wszystkie pociągi SKM).

## Obsługa pasażerów
Wiata, parking na 20 miejsc. Odprawa podróżnych odbywa się w pociągu.